# 에어 마다가스카르
에어 마다가스카르(영어: Air Madagascar)은 안타나나리보에 본사를 두고 있는 항공사로 허브 공항은 이바토 국제공항이 있다.

## 역사
1962년 마드에어로 설립해 에어프랑스와 협력을 통해 안타나나리보 ~ 파리 국제선 노선을 운항하기 시작했다. 1963년에 현재의 사명으로 변경했다. 1970년에 모리셔스, 케냐, 남아프리카공화국으로 노선을 확장했다. 1979년 취리히, 프랑크푸르트, 뮌헨, 로마등 유럽 주요 도시에 취항했다. 1979년에 보잉 747 항공기를 도입했으며 1998년 싱가포르 노선을 신설해 아시아 지역에 진출했다. 2000년대 들어 심각한 경영난을 겪었으나 독일의 항공사인 루프트한자의 도움으로 기업 혁신을 벌이면서 어려움을 극복했다. 2007년 방콕과 밀라노 노선을 취항했다. 2012년 기준으로 모두 47개 도시에 항공기를 운항한다.

## 운항 노선
- 2019년 8월 기준으로 에어 마다가스카르는 다음과 같은 노선을 운항하고 있다.

### 코드쉐어 협정
- 에어 마다가스카르는 다음과 같은 항공사와 코드쉐어 협정을 체결하고 있다.[1]
- 에어 모리셔스 (바닐라 얼라이언스)
- 에어 오스트랄 (바닐라 얼라이언스)
- 에티하드 항공
- 타이 항공 (스타 얼라이언스)

## 보유 기종
- 2020년 6월 기준으로 에어 마다가스카르는 다음과 같은 기종을 보유하고 있다.[2][3][4]

### 퇴역 기종
- ATR 42-500
- 보잉 707
- 보잉 737-200
- 보잉 747-200M
- 보잉 767-200ER
- 보잉 767-300ER
- 보일 777-200ER
- 더글러스 DC-3
- 더글러스 DC-4
- 아에로스파티알레 N262

## 사진

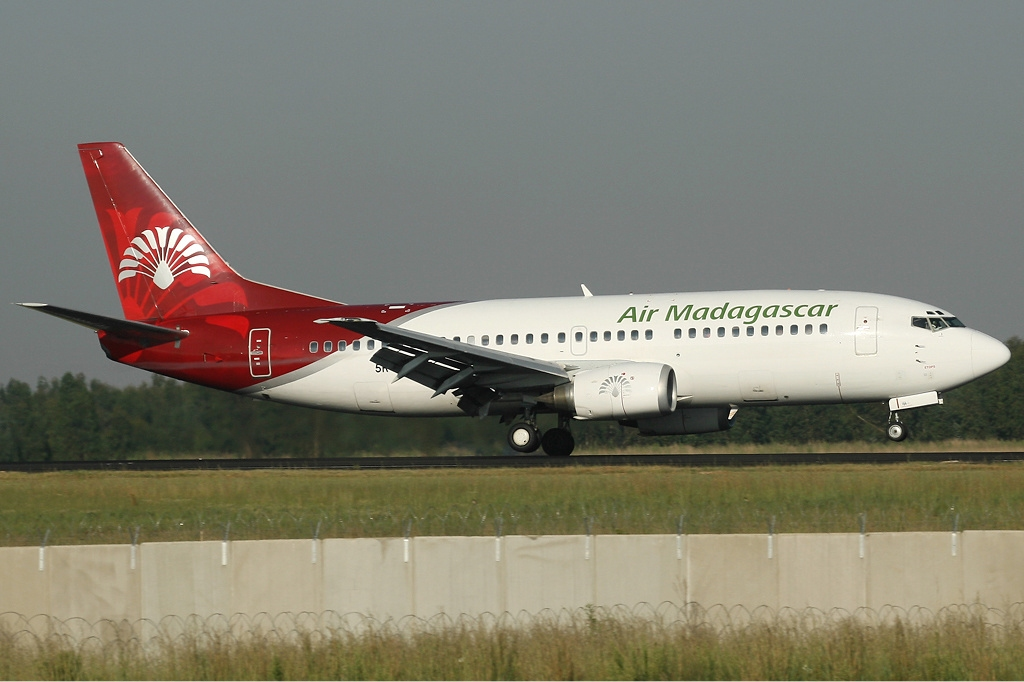
에어 마다가스카르의 보잉 737-300
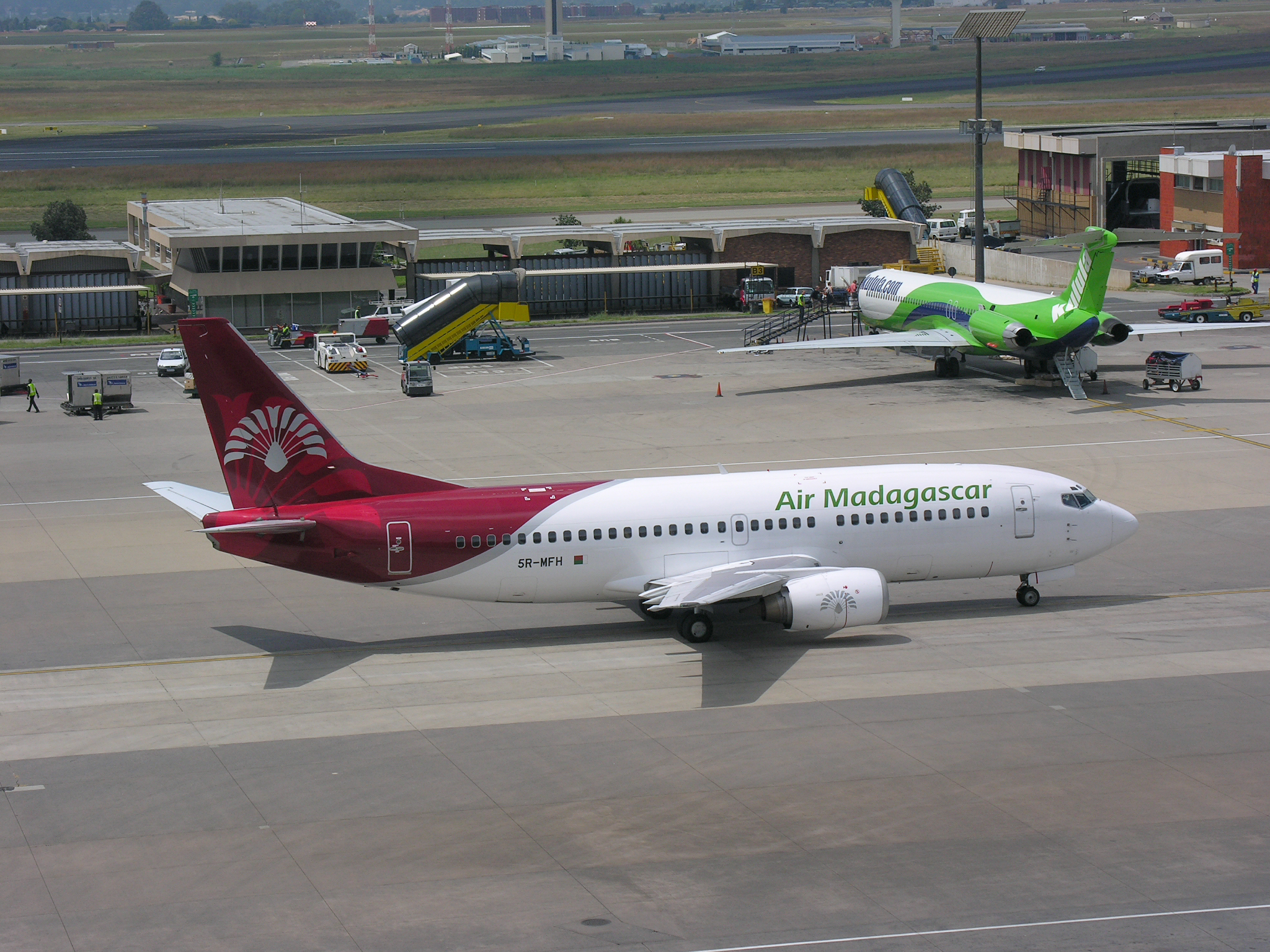
에어 마다가스카르의 보잉 737-300
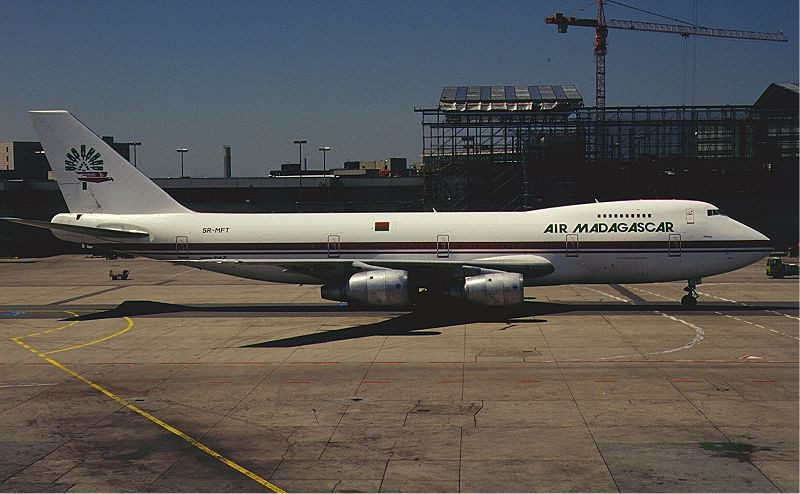
에어 마다가스카르의 보잉 747-200M (퇴역)
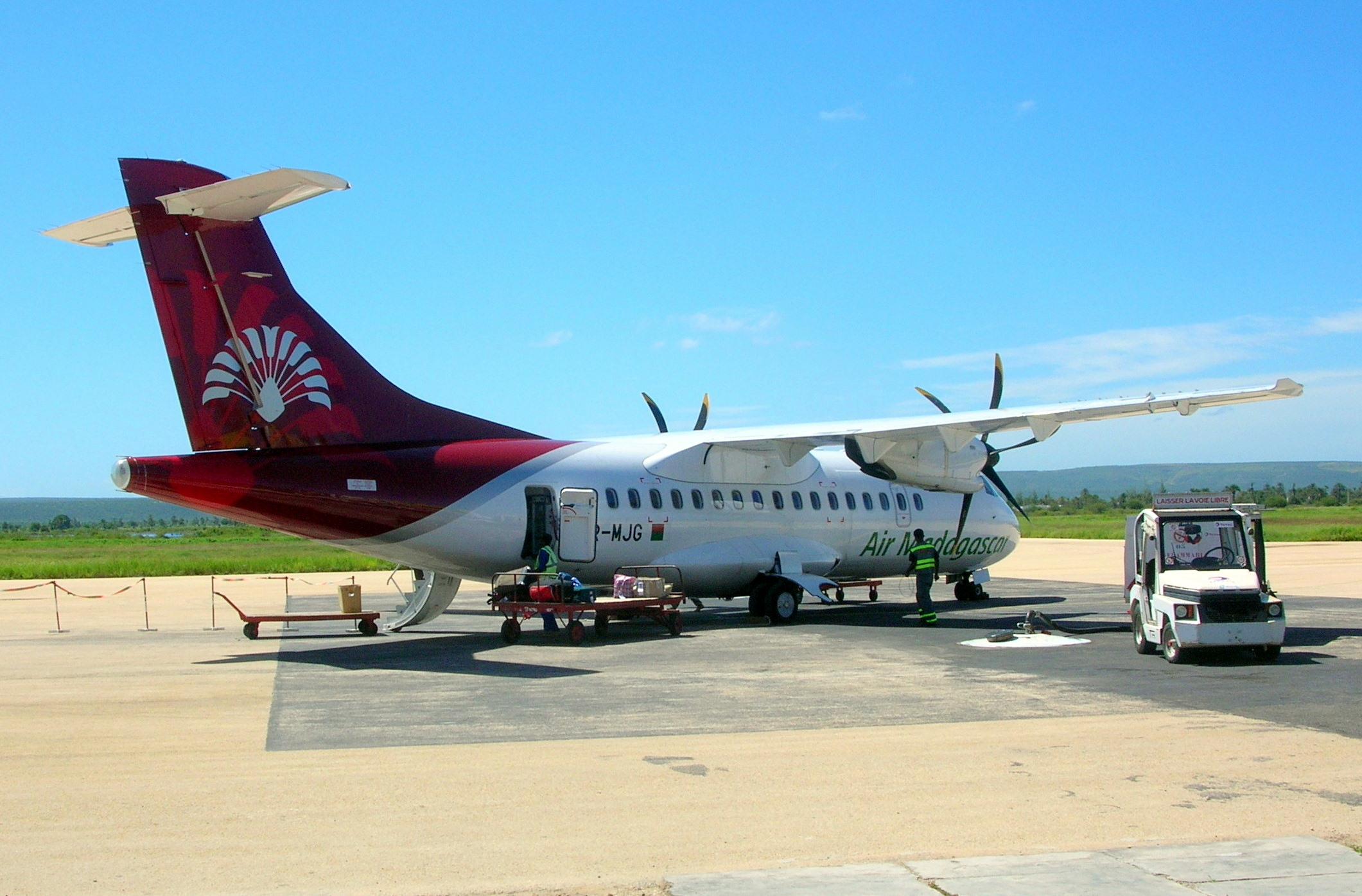
에어 마다가스카르의 ATR 42-500
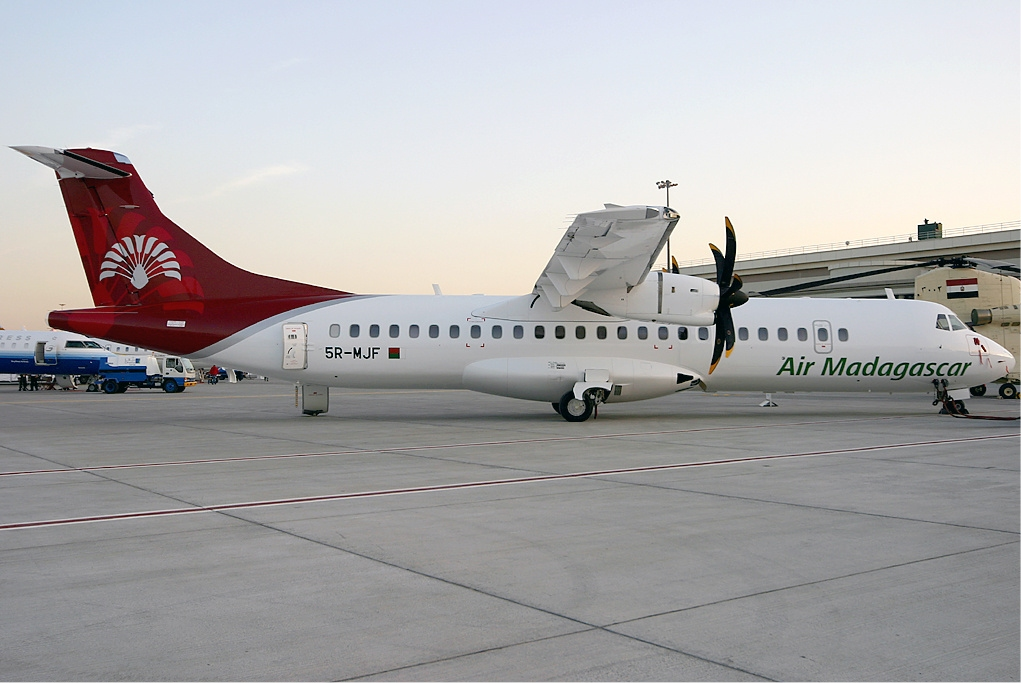
에어 마다가스카르의 ATR 72-500